# Iran na Letnich Igrzyskach Olimpijskich 2004
Iran na Letnich Igrzyskach Olimpijskich 2004 reprezentowało 57 zawodników (56 mężczyzn, 1 kobieta) w 10 dyscyplinach.
Był to 14 start reprezentacji Iranu na letnich igrzyskach olimpijskich.

## Zdobyte medale
| Medal  | Zawodnik              | Dyscyplina           | Konkurencja                              | Rezultat                          |
| ------ | --------------------- | -------------------- | ---------------------------------------- | --------------------------------- |
| Złoto  | Hossein Rezazadeh     | Podnoszenie ciężarów | mężczyźni kategoria powyżej 105 kg       | 472,5 kg                          |
| Złoto  | Hadi Saei             | Taekwondo            | mężczyźni waga do 68 kg                  | pokonał Huang Chih-hsiung 6:0     |
| Srebro | Masoud Moustafa Jokar | Zapasy               | kategoria do 60 kg mężczyźni styl wolny  | przegrał z Yandro Quintaną 4:0    |
| Srebro | Alireza Rezaei        | Zapasy               | kategoria do 120 kg mężczyźni styl wolny | przegrał z Arturem Tajmazowem 4:0 |
| Brąz   | Alireza Heidari       | Zapasy               | kategoria do 96 kg mężczyzn styl wolny   | wygrał 3:2 z Danielem Cornierem   |
| Brąz   | Youssef Karami        | Taekwondo            | waga do 80 kg mężczyźni                  | pokonał Rəşəd Əhmədov 10:1        |

## skład kadry

### Boks
Mężczyźni
- Mohamed Asheri - kategoria lekka (do 60 kg) - 9. miejsce

### Judo
Mężczyźni
- Masoud Haji Akhondzadeh - kategoria 60 kg - 5. miejsce,
- Hamed Malek Mohammadi - kategoria 73 kg - odpadł w eliminacjach,
- Reza Chahkhandagh - kategoria 81 kg - odpadł w eliminacjach,
- Abbas Fallah - kategoria 90 kg - odpadł w eliminacjach,
- Masoud Khosravinejad - kategoria do 100 kg - odpadł w eliminacjach,
- Sayed Miran Fashandi - kategoria powyżej 100 kg - 5. miejsce

### Kolarstwo
Mężczyźni
- Amir Zargari - wyścig szosowy ze startu wspólnego - nie ukończył
- Abbas Saeidi Tanha - wyścig szosowy ze startu wspólnego - nie ukończył wyścigu,
- Hossein Askari - wyścig na 4000 m na dochodzenie - 15. miejsce,
- Mahdi Sohrabi - wyścig punktowy - nie ukończył

### Lekkoatletyka
Mężczyźni
- Sajjad Moradi - bieg na 800 m - odpadł w eliminacjach,
- Abbas Samimi - rzut dyskiem - 28. miejsce

### Podnoszenie ciężarów
Mężczyźni
- Sayed Mahdi Panzvan - kategoria do 69 kg - nie sklasyfikowany (nie zaliczył żadnej próby w podrzucie)
- Mohamed Hossein Barkhah - kategoria do 77 kg - 6. miejsce,
- Shahin Nassiri Nia - kategoria do 94 kg - 4. miejsce,
- Asghar Ebrahimi - kategoria do 94 kg - 16. miejsce,
- Mohsen Biranvand - kategoria do 105 kg - nie został sklasyfikowany (nie zaliczył żadnej próby w rwaniu),
- Hossein Rezazadeh - kategoria powyżej 105 kg - 1. miejsce

### Pływanie
Mężczyźni
- Babak Farhoudi - 100 m stylem dowolnym - 61. miejsce

### Strzelectwo
Kobiety
- Nasim Hassan Poor - pistolet pneumatyczny 10 m - 28. miejsce

### Taekwondo
Mężczyźni
- Hadi Saei Bonehkohal - waga do 68 kg - 1. miejsce,
- Youssef Karami - waga do 80 kg - 3. miejsce

### Tenis stołowy
Mężczyźni
- Mohamed Reza Akhlagh Pasand - gra pojedyncza - 49. miejsce

### Zapasy
Mężczyźni
styl klasyczny
- Hassan Rangraz - kategoria do 55 kg - 9. miejsce,
- Ali Ashkani - kategoria do 60 kg - 11. miejsce,
- Parviz Zeidvand - kategoria do 66 kg - został zdyskwalifikowany,
- Behrouz Jamshidi - kategoria do 84 kg - 9. miejsce,
- Masoud Hashemzadeh - kategoria do 96 kg - został zdyskwalifikowany,
- Sajad Barzi - kategoria do 120 kg - 4. miejsce,

styl wolny
- Babak Nourzad - kategoria 55 kg - 16. miejsce,
- Masoud Moustafa Jokar - kategoria do 60 kg - 2. miejsce,
- Alireza Dabir - kategoria do 66 kg - 18. miejsce,
- Mehdi Hajizadeh - kategoria do 74 kg - 13. miejsce,
- Majid Khodaei - kategoria do 84 kg - 5. miejsce,
- Alireza Heidari - kategoria do 96 kg - 3. miejsce,
- Alireza Rezaei - kategoria do 120 kg - 2. miejsce